# Alastair Christie-Johnston
Alastair Christie-Johnston, né le 29 mars 1998, est un coureur cycliste australien. Il évolue au sein de l'équipe BridgeLane.

## Biographie
En mars 2019, il devient vice-champion d'Océanie du contre-la-montre espoirs.

## Palmarès et résultats

### Palmarès par année
- 2016
  - 2e du championnat d'Australie sur route juniors
  - 3e du championnat d'Australie du contre-la-montre juniors
- 2018
  - Rob Vernon Memorial[2]
- 2019
  -  Médaillé d'argent du championnat d'Océanie du contre-la-montre espoirs
- 2020
  - 3e du championnat d'Australie sur route espoirs
- 2022
  - 2e du championnat d'Australie du critérium
- 2023
  - 1re étape du Tour du Gippsland
  - Cycle Sunshine Coast :
    - Classement général
    - 1re étape

### Classements mondiaux
| Année                                 | 2018  | 2019  | 2020  | 2021  | 2022 | 2023 | 2024 |
| ------------------------------------- | ----- | ----- | ----- | ----- | ---- | ---- | ---- |
| Classement mondial                    | 2173e | 1290e | 1002e | 2123e | 800e | nc   | 800e |
| UCI Oceania Tour                      | 69e   | 69e   | 56e   | 73e   | 50e  | nc   | nc   |
|                                       |       |       |       |       |      |      |      |
| Légende : nc = non classéSource : UCI |       |       |       |       |      |      |      |